# Hasan-begova džamija
Hasan-begova džamija (ćir. Хасан-бегова џамија) je džamija smještena u Šumatovačkoj ulici nedaleko od Rektorata Sveučilišta u Nišu, u Srbiji, i predstavlja zakladu Hasan-bega.
Mjesno stanovništvo ovu džamiju naziva „Stara džamija“ i „Krnja džamija“.

## Povijest
Džamija je podignuta 1737. godine u Beograd Maloj.
U savezničkom bombardiranju Niša 1944. godine džamija je pretrpjela ogromna oštećenja. Izgorjela je do temelja, a ostao joj je samo minaret. Nakon Drugog svjetskog rata islamska zajednice je napustila džamiju zbog opasnosti urušivanja.
Prostor između Zelene tržnice ("Zelene pijace") i Rektorata Sveučilišta bombardiran je 7. svibnja 1999. godine kasetnim bombama koje su zabranjene međunarodnim konvencijama. Devet godina kasnije, 2. veljače 2008. godine, pronađena je žuta kazetna bomba „blue 97“ američke proizvodnje. Po žurnom postupku, Odjel za izvanredne situacije izvršio je razminiranje dvorišta džamije.
Od 24. do 26. svibnja 2009. godine vršeno je razminiranje Šumatovačke ulice na lokaciji ove džamije. Iste godine, od 19. do 21. lipnja, ruski pirotehničari su pretraživali dvorište džamije za zaostalim kazetnim bombama.

## Vanjske poveznice
|  | Zajednički poslužitelj ima još gradiva o temi Hasan-begova džamija |